# 渇愛 (仏教)
渇愛（かつあい、巴: Taṇhā, 梵: tṛṣṇā）とは、十二因縁の一つで、対象のものごとを貪ったり、執着することを指す。仏教においては中核的概念のひとつであり、身体・精神的な「渇き、欲望、渇望、貪欲」を指している。愛（あい）とも訳される。
- 欲愛[2]（巴: kāmataṇhā） - 感官によって得られる刺激・快楽への渇愛
- 有愛[2]（巴: bhavataṇhā） - 存在することへの渇愛
- 非有愛[2]（巴: vibhavataṇhā） - 存在しなくなることへの渇愛

という以上の三種に分類される。
さらに渇愛は四諦にも記されており、それは苦の原因であり、これによって生けるものは輪廻の輪において死と再生を繰り返すとしている。

## 苦との関係
釈迦は四諦の二番目において、苦の中核的原因として渇愛を特定した。

Idaṃ kho pana bhikkhave dukkhasamudayaṃ ariyasaccaṃ: yā’yaṃ taṇhā ponobhavikā nandirāgasahagatā tatra tatrābhīnandanī,
yeyyathīdaṃ: kāmataṇhā bhavataṇhā vibhavataṇhā
比丘等よ、苦集聖諦とは此の如し、後有を齎し、喜貪倶行にして随處に歓喜する渇愛なり、

謂く、欲愛、有愛、無有愛なり。
—パーリ仏典, 律蔵犍度, 大犍度, 38 Mahakkhandhakaṃ, Sri Lanka Tripitaka Project 
ワルポラ・ラーフラによれば、渇愛とは、苦と再生として現れるものである。しかしそれは苦や輪廻の原因というだけではない、なぜならば、すべての生じるものは相対的であり、何かに依存しているためである。パーリ仏典では苦の原因として、渇愛のほかにも、煩悩を述べている。しかし渇愛は常に冒頭で取り上げられ、中核的なものとして認識され、苦の「もっとも明確で直接的な原因」だとワルポラ・ラーフラは述べている。
ピーター・ハーヴェイによれば、仏教において渇愛は苦の主要な起源であるという。苦は渇愛の精神状態が反映されたものである。世界とは常に変化し続けており、また本質的に不完全なものであるが故に、渇愛が大きくなれば、欲求不満も大きくなる。渇愛はまた、人間間の衝突や喧嘩を引き起こすため、苦痛をもたらす。これらはすべて苦である。釈迦は集諦にて、渇愛は再生をもたらし、終わりなき輪廻をもたらすと述べた。 さらに渇愛の3タイプを示しており、それは感覚（的快感への執著）、存在（への執著）、非存在（への執著）である。仏教用語では、正見と邪見があり、邪見では最終的に渇愛につながる。しかし「一般的には正見であるもの」、たとえば僧侶への寄付なども、執着の面があるのだという 。渇愛の終わりは、人が「出世間の正見」を手に入れたときに起こり、それは無常と無我への洞察を通して得られるという。
渇愛はまた、十二因縁において8番目に挙げられている。そこでは「次の生を生み出すカルマの力をはぐくむ」とされている。人は6つの感覚器官（六根）より絶え間なく流れ入る情報のため、それに応じて渇愛が発生するのである。

## 種別
釈迦は四諦において、3種類の渇愛を挙げている。
- 欲愛 (巴: Kāma-taṇhā) - 感覚的な喜びへの渇愛[7]。五感・五欲の快楽[8][17]、心地よい気分にさせてくれる物や、感覚的な喜び（カーマ）への渇愛[15]。ワルポラ・ラーフラは、渇愛として感覚的喜びだけではなく、「考え、理想、見解、意見、理論、概念、信念に対する欲求と愛着(dhamma-taṇhā)」も挙げている[3]。
- 有愛 (巴: Bhava-taṇhā) - 存在することへの渇愛[7]。経験に起因する、何かが存在すること（有）への渇愛[15]、存在欲[8]、生き続けたいという生存欲[17]。ハーヴェイによれば、これは自我意識についてのもので、確固たる同一性を得ようとすることであり、永遠に生まれ変わり続けることへの欲望である[7]。他の研究者は、この種の渇望は、常住論（常見）と、無常への無理解によって生まれるのだという[6][18]。
- 無有愛 (巴: Vibhava-taṇhā ) - 非存在を好む渇愛[6][17]。現在や将来において、不愉快な経験をしたくはないという渇愛（人物や状況など）[7]。このタイプの渇愛には、虚無的・破壊的な感情[8]、破壊欲[17]、たとえば自殺も含まれ、それらは次の転生にてより悪い六界となるだけである[7]。こういった欲求は消滅論（断見）、「死んでしまえばすべて同じ」という唯物論のような邪見につながるという[17]。これらは悟りや解脱とは区別される[17]。

## 渇愛の滅尽
四諦では渇愛の滅尽が可能であるとしている。初転法輪においては以下が述べられている。

比丘たちよ、苦を終止するための諦が存在する。それはこの渇愛の完全な消去と終止である。

この停止と放棄により、解脱が手に入るのである。

渇愛の滅尽は八正道によって行うことができる。上座部仏教では、無常（anicca）と無我（anattan）についての真の洞察を得ることで滅尽が可能だとしている。

奔流する渇愛の流れを、完全に枯渇させ、断ちきった修行僧は、

「今世」も「来世」もともに捨て去る。──蛇が古い皮を脱ぎ捨てるように。
—スッタニパータ 1.3 
ケビン・トレイナーによれば、仏教による「観」の修行は、無常、苦、無我の三相への理解を伴う、正念の獲得に焦点を当てたものであるという。無我という現実への理解は、「魂がなければ、執着の基盤はない」として、無執著を促すのだという。さらにトレイナーによれば、ひとたび無我のことわりを理解し認めると、もはや欲望がなくなる。つまり渇愛が滅尽するのであるという。

## その他
Smith & Novak(2009)によれば、仏教では欲望を、タンハー（Taṇhā）とチャンダ（Chanda）の何れかに分類している。タンハーは「渇きに苦しむこと」を意味し、チャンダは「衝動、興奮、意欲、欲望」を意味する。